# Керборн
Керборн (нім. Körborn) — громада в Німеччині, розташована в землі Рейнланд-Пфальц. Входить до складу району Кузель. Складова частина об'єднання громад Кузель.
Площа — 5,86 км2. Населення становить 348 ос. (станом на 31 грудня 2020).